# 永丰站 (北京市)
永丰站是一个位于中国北京市海淀区西北旺地区北清路、永翔北路交叉口永丰高新技术产业基地南侧，属于北京地铁16号线的地铁车站。该站是16号线在北清路上的最后一站，因位于永丰地区核心区得名。

## 车站結構

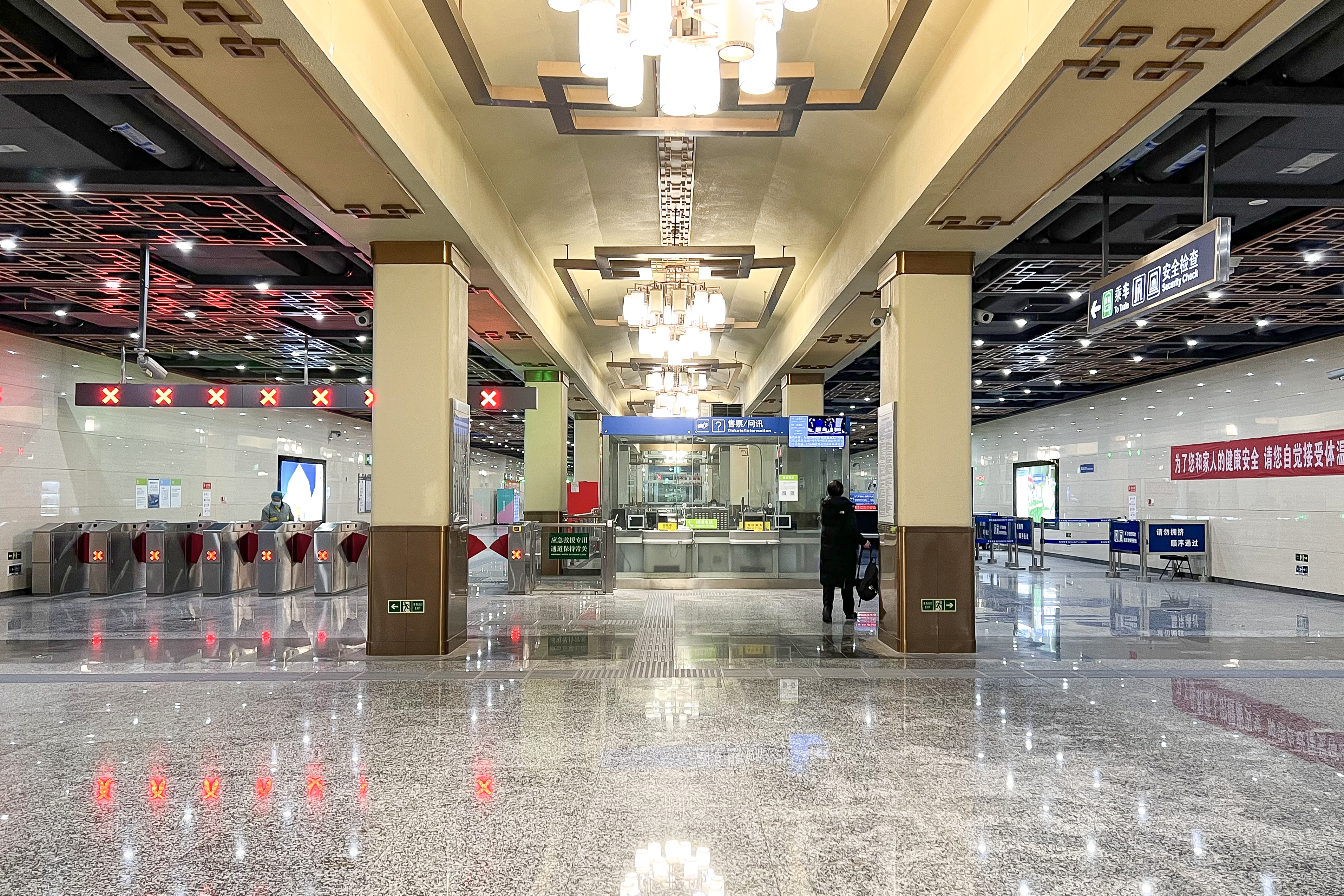
站厅

### 车站楼层
永丰站位于永翔北路、永盛北路与北清路相交路口之间，采用双层三跨框架结构，属于地下岛式车站，有效站台宽12米，车站总长322.7米，宽21.1米，高13.45米，总建筑面积17534平方米，采用明挖法施工。永丰站也是16号线北段的样板车站，设备安装、车站装修等工程实施较早、进度较快。
| 地面层          | 出入口                     | A—D出入口                        |
| 地下一层 站厅层 | 站厅                       | 客务中心、自动售票机、进出站闸机 |
| 地下二层 站台层 |                            | █ 16号线往北安河（屯佃）         |
| 地下二层 站台层 | 岛式站台，左側開门         |                                  |
| 地下二层 站台层 | █ 16号线往宛平城（永丰南） |                                  |

## 出入口
永丰站共设4个出入口，是16号线首开段设有两部出入口直梯的4座车站之一。各出入口均设有指示牌显示出入口周边的建筑物及设施列表。
本站亦有计划连接新建的永丰TOD综合体项目。
|                       |                |                                                                   |      |            |
| 编号                  | 指示           | 建议前往的目的地                                                  | 照片 | 无障碍设施 |
| 出口 · A · 升降机标志 | 北清路（北侧） | 永翔北路、ATA国际认证中心、中国航发航材院、新材料大厦、德青源集团 |      |            |
| 出口 · B              | 北清路（北侧） | 永盛北路、中关村壹号、辰安科技                                    |      | 不適用     |
| 出口 · C · 升降机标志 | 北清路（南侧） | 中关村集成电路设计园、用友产业园（北区、东区）                    |      |            |
| 出口 · D              | 北清路（南侧） | 丰豪东路、用友产业园（西区、中区）                                |      | 不適用     |
| 註： 設有             |                |                                                                   |      |            |

## 历史
本站曾规划为高架站，2013年改为地下站。本站于2014年3月29日与下行的永丰南站同时开工，主体结构于2015年4月封顶，附属结构则于2016年5月封顶。